# Kusuo Kitamura
Kusuo Kitamura (Japón, 9 de octubre de 1917-6 de junio de 1996) fue un nadador japonés especializado en pruebas de estilo libre, donde consiguió ser campeón olímpico en 1932 en los 1500 metros.

## Carrera deportiva
En los Juegos Olímpicos de Los Ángeles 1932 ganó la medalla de oro en los 1500 metros estilo libre, con un tiempo de 19:12.4 segundos, por delante de su compatriota Shozo Makino (plata con 19:14.1 segundos) y del estadounidense James Cristy.